# Clive Langer
Clive Langer är en brittisk skivproducent, aktiv från mitten av 1970-talet. Oftast samarbetar han med Alan Winstanley. Han har också komponerat musiken till filmerna Still Crazy och Brothers of the Head.

## Några kända skivor producerade av Clive Langer och Alan Winstanley
- One Step Beyond - Madness (1979)
- Kilimanjaro - The Teardrop Explodes (1980)
- Absolutely - Madness (1980)
- 7 (album) - Madness (1981)
- Too-Rye-Ay - Dexy's Midnight Runners (1982)
- The Rise & Fall - Madness (1982)
- Punch the Clock - Elvis Costello and the Attractions (1983)
- Goodbye Cruel World - Elvis Costello and the Attractions (1984)
- People (Hothouse Flowers album) - Hothouse Flowers (1988)
- Flood - They Might Be Giants (1990)
- Home - Hothouse Flowers (1990)
- Kill Uncle - Morrissey (1991)
- Sixteen Stone - Bush (1991)
- Despite Straight Lines - Marilyn (1995)
- Lifelines - a-ha (2002)
- Please Describe Yourself - Dogs Die in Hot Cars (2004)